# Antinoë (stolica tytularna)
Antinoë (łac. Archidioecesis Antinoitanus) – stolica historycznej archidiecezji w Cesarstwie Rzymskim (prowincja Tebaida), współcześnie w Egipcie. Po raz pierwszy wzmiankowana w IV wieku. W XVIII w. została katolickim arcybiskupstwem tytularnym. Od 1999 nie posiada tytularnego arcybiskupa.

## Arcybiskupi tytularni
| Lp. | Biskup                      | Funkcja                                                      | Od               | Do               |
| --- | --------------------------- | ------------------------------------------------------------ | ---------------- | ---------------- |
| 1   | Valerio Bellati             |                                                              | 5 września 1725  | 1741             |
| 2   | Florence MacCarthy          | biskup koadiutor Cork (Irlandia)                             | 6 marca 1803     | 17 czerwca 1810  |
| 3   | James Keating               | biskup koadiutor Ferns (Irlandia)                            | 12 stycznia 1819 | 9 marca 1819     |
| 4   | Giacomo Coccia              | prałat terytorialny Santa Lucia del Mela (Państwo Kościelne) | 27 września 1819 | 4 czerwca 1829   |
| 5   | John Baptist Scandella      | wikariusz apostolski Gibraltaru                              | 28 kwietnia 1857 | 27 sierpnia 1880 |
| 6   | Ignatius Mrak               | emerytowany biskup Sault Sainte Marie-Marquette (USA)        | 26 kwietnia 1881 | 2 stycznia 1901  |
| 7   | Angelo Paino                | arcybiskup koadiutor Mesyny (Włochy)                         | 10 stycznia 1921 | 10 lutego 1923   |
| 8   | Julián Riveiro y Jacinto OP | emerytowany arcybiskup Santiago de Guatemala (Gwatemala)     | 11 lutego 1923   | 8 maja 1931      |
| 9   | Adalric Benziger OCD        | emerytowany biskup Quilon (Indie)                            | 23 lipca 1931    | 17 sierpnia 1942 |
| 10  | Justin Simonds              | arcybiskup koadiutor Melbourne (Australia)                   | 6 września 1942  | 6 listopada 1963 |
| 11  | Joseph Emmanuel Descuffi CM | emerytowany arcybiskup Izmiru (Turcja)                       | 4 listopada 1965 | 9 stycznia 1972  |
| 12  | Varkey Vithayathil CSsR     | administrator apostolski Ernakulam-Angamaly (Indie)          | 19 kwietnia 1997 | 23 grudnia 1999  |